# Lamprotatus pschorni
Lamprotatus pschorni är en stekelart som beskrevs av Vittorio Luigi Delucchi 1953. Lamprotatus pschorni ingår i släktet Lamprotatus och familjen puppglanssteklar. Arten är reproducerande i Sverige. Inga underarter finns listade i Catalogue of Life.